# Josip Srebrnič
Josip Srebrnič (ur. 2 lutego 1876 w Solkanie, zm. 21 czerwca 1966 w Krku) – słoweński duchowny rzymskokatolicki, biskup Krku.

## Biografia
Po zdaniu matury w Gorycji odbył studia na Uniwersytecie Wiedeńskim z zakresu historii i geografii. Później wstąpił do seminarium duchownego. 28 października 1906 otrzymał święcenia prezbiteriatu. W 1907 na Papieskim Uniwersytecie Gregoriańskim w Rzymie uzyskał doktorat z teologii i filozofii. W 1920 został profesorem na Wydziale Teologicznym w Lublanie.
15 września 1923 papież Pius XI mianował go biskupem Krku. 8 grudnia 1923 przyjął sakrę biskupią z rąk biskupa Lublany Antona Bonaventury Jegliča. Współkonsekratorami byli biskup Lavantu Andrea Karlin oraz biskup pomocniczy Zagrzebia Josip Lang.
Podczas II wojny światowej, gdy jego diecezja znalazła się pod okupacją włoską, bronił praw miejscowej ludności słowiańskiej. Osobiście interweniował w sprawie więźniów włoskiego obozu koncentracyjnego na Rabie. Po wojnie przez pewien czas był internowany przez nowe, komunistyczne władze Jugosławii w Sušaku. W latach 1949–1952 był administratorem apostolskim diecezji Rijeki–Opatii.
2 marca 1963 papież Jan XXIII nadał mu godność arcybiskupa ad personam. Abp Srebrnič zmarł w wieku 90 lat, 21 czerwca 1966, do końca życia sprawując rządy w diecezji Krk.